# Cremnochorites capensis
Cremnochorites capensis är en fiskart som först beskrevs av John Dow Fisher Gilchrist och Thompson, 1908.  Cremnochorites capensis ingår i släktet Cremnochorites och familjen Tripterygiidae. Inga underarter finns listade i Catalogue of Life.